# Orfűi Vízfő-barlang
Az Orfűi Vízfő-barlang Magyarország fokozottan védett barlangjai közül az egyik. A Duna–Dráva Nemzeti Park területén lévő Orfűn található. A Mecsek hegység fokozottan védett öt barlangjának egyike. A harmadik leghosszabb barlang a Mecsek hegységben. A hegység legbővizűbb és legnagyobb vízgyűjtőterülettel rendelkező forrásának, a Vízfőnek a forrásbarlangja. A barlangból kifolyó víz az Orfűi-tórendszer fő táplálója. Egy időben Komló vízellátását segítette a barlang vize, majd később néha Orfű innen kapta az ivóvizet. A barlang vízzel kitöltött szifonja, amely kb. 20 m mély, Magyarország egykor legmélyebb szifonja volt. A nemzeti parkon belül a Nyugat-Mecsek Tájvédelmi Körzet része, a barlang feletti terület a Natura 2000 hálózatába tartozik.

## Leírás
Az Orfűi-tó mellett, az Orfűi-völgy keleti oldalán, a völgytalpon, a Szuadó-völgy betorkollásával egyvonalban található a jelenlegi főbejárata, egy körülbelül 10 méter magas sziklafal tövében. Ezt a hat méter hosszú, másfél méter magas, egy méter széles és lezárt bejáratot robbantással alakították ki. Ettől balra található a másik bejárata, amely az ivóvíznyerés miatt készült. Megközelíthető a Vízfő tanösvényen is, amelynek a második állomása van a barlang bejáratánál. A bejárata előtt egy információs tábla van elhelyezve. A Vízfőnek, amely egy aktív karsztforrás, a régi, felszínre bukkanási helye el van tömődve. Az Orfűi Vízfő-barlang bejáratától nem messze található műemlék Forrásházat, azaz a Gomba nevű épületet, amely egy szivattyúház, a barlang ivóvíznyerés céljából történt kiépítésekor építették és Csete György tervezte. A Barlangkutató-forrás, másik néven Barlangkutatók forrása a közelében ered.
A barlang első része triász dolomitban, a bejárattól távolabbi része triász mészkőben alakult ki. A járatok helyét a tektonika jelölte ki és a tektonikus hasadékokat a hideg vizek eróziója, valamint korróziója tágította ember számára járható méretűre a 2001-ben készült barlang nyilvántartólap szerint. Parrag Tibor 2003-ban megjelent leírásában nem olvasható a tektonikus előkészítés szerepe és csak oldódással kialakult, azaz korróziós eredetű barlangként van ismertetve. Régen három szifon volt a barlangban, de közül csak a végponti szifon maradt meg, amely 42 m hosszú és régen egy betonfal akadályozta meg a megközelítését. Ebben a szifonban van a legmélyebb pontja. Ez a mélypont a bejárat alatt 21 méter mélységben helyezkedik el.
A víznyerés céljából történt kiépítése a barlang állapotát nagyon meghatározza. A bejárattól a Zuhatagos-teremig egy betonozott járda épült, a Zuhatagos-teremben egy kimélyített és kibetonozott, körülbelül öt–hat méter átmérőjű tavat hoztak létre, a barlang alját néhány helyen, több méter vastagon kibetonozták, a második szifont egy táróval kerülték meg és a harmadik szifon elé duzzasztógátat építettek. A jelenlegi járat a második szifon felett, körülbelül három méterrel magasabban vezet. A vízszintes kiterjedés és a hasadék jellegű járatok jellemzők a barlangra. A barlang elágazó és egy vízszintes, aktív ágra, valamint egy rövidebb, függőleges, inaktív ágra tagolható. Ebben a függőleges ágban van a barlang legmagasabb pontja. A járatok átlagos szélessége több mint másfél méter és a magasságuk legtöbbször két méter felett van, de néha 10 méternél is magasabbak. A keresztirányú töréseknél keletkeztek a barlangtermek.
A barlangban sok cseppkő található, amelyek között gyakoriak a sérült cseppkövek. Az ilyen mértékű cseppkövesedés dolomitban kialakult barlangokban ritka. A hegység egyik legcseppkövesebb barlangja. A végponti szifon előtt majdnem egy méter kerületű és 1–1,5 méter magas cseppkőoszlopok képződtek. Megfigyelhetők benne cseppkőlefolyások, cseppkőbekérgezések, függőcseppkövek, állócseppkövek, szalmacseppkövek és heliktitek is. A barlang egyes részein a falaknak és a cseppköveknek mangános a bevonata. Ez a fekete kéreg néhány helyen két centiméter vastag.
A denevérek néhány faja gyakran felkeresi nászidőszakban és telelőhelyként is igénybe veszik. Jellemző fajai a kis patkósdenevér, a nagy patkósdenevér, a vízi denevér és a tavi denevér. A Duna–Dráva Nemzeti Park Igazgatóság engedélyével és a csapadékviszonyok figyelembevételével tekinthető meg. Barlangjáró alapfelszereléssel, vízben gázolva járható. A denevérek nyugalmi időszakában nem lehet bemenni a barlangba.
A forrás éves vízhozama körülbelül 1,5 millió m³ (Parrag 2003), 4 millió m³ (barlang nyilvántartólap 2001), 1970-ben 4.731.971 m³ (Parrag 1998) és nagyon ingadozó a megjelenő víz mennyisége, a legnagyobb különbség 244-szeres, illetve 244-ednyi volt. A napi vízhozama 100.800 m³ és 414 m³ is lehet. A forrás hőmérséklete 9–12 °C. A vízgyűjtő-területe körülbelül 15,3 km², melynek mintegy 30%-a nem karsztosodó kőzetekből, leginkább alsó triász homokkőből és iszapkőből áll. Parrag Tibor 2003-ban megjelent leírása szerint a forrás vízhozamáról a legkorábbi adat 1898-ból való és a forrást a 19. században nem említik. A forrásbarlang fő víznyelőbarlangja valószínűleg a Szuadó-völgyi-víznyelőbarlang és a Gilisztás-víznyelőbarlang. Az előbb említett két barlangon kívül az Orfűi Vízfő-barlang feltételezett barlangrendszeréhez tartozik minden bizonnyal még az Achilles-víznyelőbarlang, a Jószerencsét-aknabarlang, a Remény-zsomboly, a Spirál-víznyelő és a Trió-barlang.
A Mecsek harmadik leghosszabb barlangja az Abaligeti-barlang és a Spirál-víznyelő után.
A Zuhatagos-terem a nevét az egykor itt található, több méter magas vízesésről kapta. 1980-ban volt először Orfűi Vízfő-barlangnak nevezve a barlang az irodalmában. Előfordul a barlang az irodalmában Orfüi-Vizfő-forrásbarlang (Bertalan, Schőnviszky 1973–1974), Orfüi Vízfő-barlang (Gonda 1982), Orfűi-barlang (Kordos 1984), Orfűi Vízfő-forrásbarlang (Szőke 2004), Orfűi Vízfő-forrás barlangja (Baja 1998), Orfűi Vízfőforrás barlangja (Kordos 1984), Orfűi Vízfő-forrásbarlangja (Székely 1986), Vizfő-barlang (Bertalan, Schőnviszky 1973–1974), Vizfő-forrás-barlangja (Rónaki 1977), Vizfőforrás-barlangja (Parrag 2003), Vizfői sziklaüreg (Kadić 1952), Vízfő-barlang (Földváry 1932) (ez a név a Lator-vízfő-barlangjának is az egyik neve), Vízfőbarlang (Kaán 1931) és Vízfő Cave (Takácsné, Eszterhás, Juhász, Kraus 1989) neveken is.

## Kutatástörténet
Az első részletes leírásai Myskowszky Emil 1905-ben megjelent tanulmányaiban találhatók. A mecseki cseppkőbarlangokat is ismertető publikáció szerint akkor nem lehetett bejutni a barlangba, mert a körülbelül 2,5 méter magas bejárata beomlott, de a helyiek elmondása alapján 40–50 évvel korábban hosszú részét be lehetett járni. A leírás azt is közli, hogy a forrásnak nagy a vízhozama, a barlang eróziós eredetű és érdemes lenne feltárni. A barlangkutató osztály megalakításáról szóló írása szerint a Sárkánykút bejárata omlott be és 40–50 évvel azelőtt azt lehetett hosszan bejárni. A publikáció alapján a Vízfő barlangjába azért nem lehet bejutni, mert a barlang bejárata 45 cm magas és 12–14 cm széles.
Az 1931-ben kiadott, Természetvédelem és a természeti emlékek című könyvben, amelyet Kaán Károly írt, szó van arról, hogy a Mecsek hegység barlangjai az Abaligeti-barlang, a Törökpince-víznyelőbarlang, a Kispaplika, a mecsekrákosi Sárkány-forrás, az orfűi összeomlott Vízfőbarlang és a Mánfai-kőlyuk. Földváry Miksa 1932-ben publikált tanulmányában meg van említve az Orfűi Vízfő-barlang. Az 1932-ben napvilágot látott, Természetvédelem és a természeti emlékek című könyvben meg van ismételve a könyv 1931. évi kiadásának Orfűi Vízfő-barlangot említő része.
A Vadász Elemér által írt, 1935-ben megjelent könyv szerint a Mecsek hegység triász (jól rétegzett, repedésekkel sűrűn átszőtt, vizet nyelő) mészkövének karsztos üregekkel, barlangjáratokkal teli rétegeiben néhány helyen föld alatti vízfolyások vannak, melyek megfelelő helyeken felszínre lépnek (pl. Orfű). Hegyszerkezeti hatások miatt lépnek a triász mészkőből külszínre a hegység legjelentősebb forrásai. Ezek karsztforrások (pl. Orfű). A Mecsek hegység É-i oldalán sok forrás bukkan elő a mészkőből. Közismertek ezek közül az Abaligeti-barlang körül, a Bános és Orfű között felszínre lépő, illetve a Melegmányi- és a Mély-völgyi-források. Ezek egy része a mészkőösszlet tektonikai végződésénél, az alaphegység és fedőhegység határán határán tör felszínre (pl. Orfű), másik részük a mészkőösszleten belül, ugyancsak tektonikus repedések közelében mutatkozik. Az orfűi forrás is kb. 200 m tszf. magasságban tör felszínre. A Mánfai-kőlyuknál (az orfűi forráshoz hasonlóan) kb. 200 m tszf. magasságban bukkan elő egy forrás.

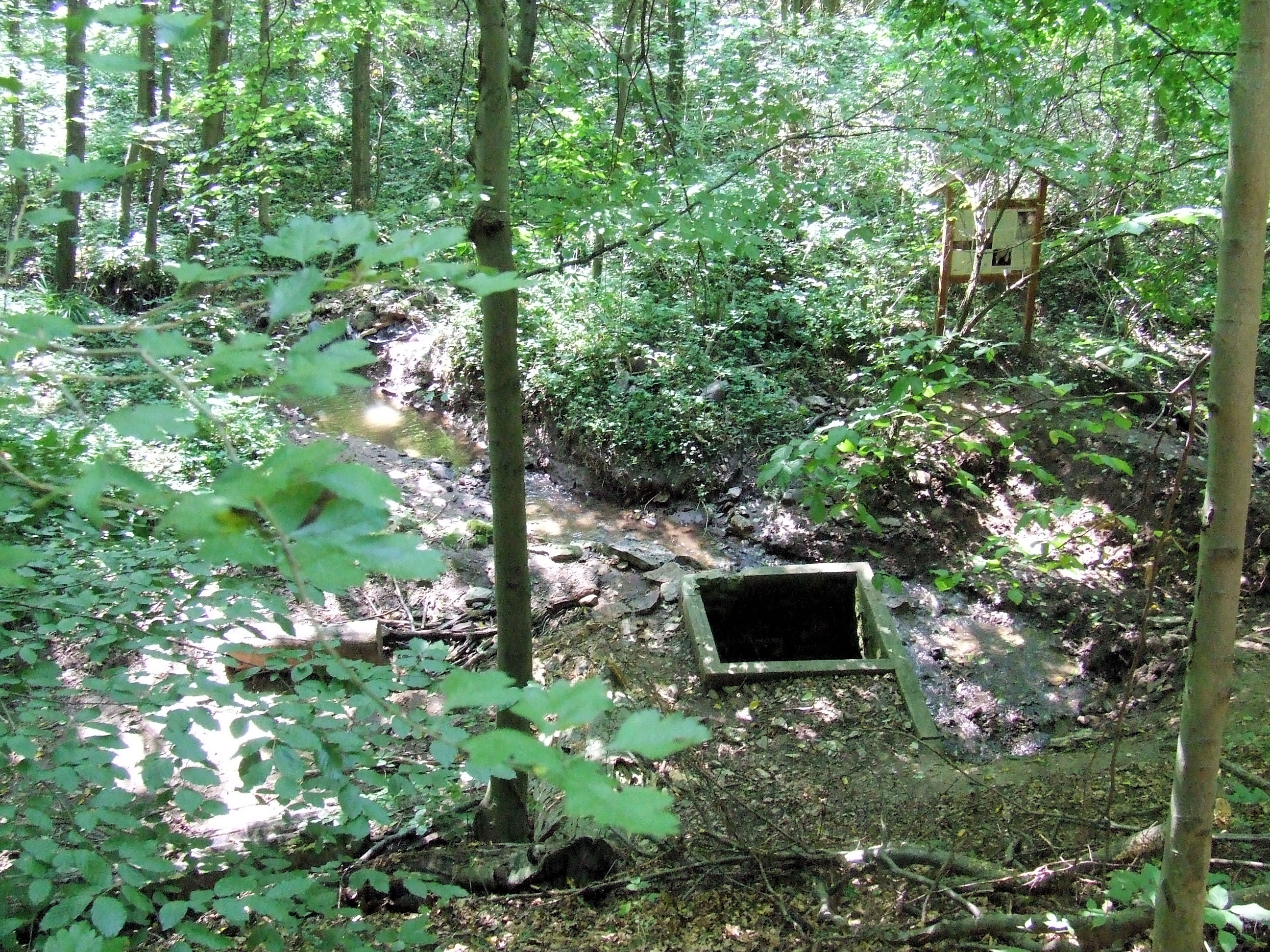
Az Orfűi Vízfő-barlang egyik víznyelőbarlangja, a Szuadó-völgyi-víznyelőbarlang bejárata

1937-ben a Budapesti Egyetemi Turista Egyesület barlangkutatói vizsgálták meg a helyszínt. 1943-ban a Mecsek Egyesület barlangkutató osztályának tervei között szerepelt a barlang robbantással történő feltárása. Az 1943. évi Pécsi Naplóban napvilágot látott közlemény szerint a Mecsek Egyesület barlangkutató osztályának egyik legfontosabb 1944. évi barlangkutatási terve a Vízfő kutatása. Az 1944-ben kiadott, Szép magyar tájak című könyv szerint Orfű mellett található a majdnem teljesen beomlott Vízfő-barlang, amelyet részletesen át kell kutatni. 1946 nyarán a Magyar Barlangkutató Társulatnak és a Természetbarátok Turista Egyesületének tagjai közös mecseki expedíciójuk során a Vízfő-forrást és a környékét átvizsgálták. Az expedíció eredményeiről 1952-ben Vértes László számolt be. 1952 telén a forrásküszöb szintjének lesüllyesztése után Kessler Hubert nézte meg a szifon utáni első üregét, de a vízhozam nagy emelkedése miatt nem tudott bejutni a megfigyelt üregbe.
1958. október 23-án Marek István és Hortolányi Gyula, a MÜHOSZ két könnyűbúvára átúszta a bejárati szifont sűrített levegős légzőkészülékkel és bejutottak az első, légteres járatba. 1959 tavaszán sikerült átjutniuk az első szifonon a Pécsi MHSZ búvárainak is. 1959 júliusában a Pécsi MHSZ búvárai sikertelen kísérletet tettek a második szifon átúszására. A vállalkozás a szűk járatok miatt hiúsult meg. 1959. augusztus 18-án a Baranya megyei Idegenforgalmi Hivatal Barlangkutató Csoportjának tagjai folytatták a barlang feltárását a szifon vízszintjének csökkentésével. Ekkor sikerült az első terembe búvárfelszerelés nélkül bejutni. Ezen a napon fel lett mérve a barlang. A barlang első barlangtérképe a barlang alaprajzát, az első terem fenékmetszetét és az első szifon keresztmetszetét ábrázolja különféle adatokkal. 1959 őszén a bejárati szifon megkerülése miatt egy bejárati tárót készítettek, amelyet egy vasajtóval zártak le.
1960-ban tudtak a kutatók túljutni a második szifonon és egy új barlangszakaszt tártak fel mögötte, amelynek a végpontján egy másik, körülbelül 20 méter mély szifont találtak. Ekkor a barlang hossza 150 m volt. 1960–1962-ben Rónaki László és Vass Béla mérték fel a barlang járatait, majd a felmérés alapján elkészült a barlang térképvázlata. Az 1962. évi Karszt és Barlang 2. félévi füzetében publikálva lett a barlang alaprajz térképvázlata és hosszmetszet térképvázlata. A térképvázlatok a barlangi patak mentén húzódó járatokat mutatják be. Az 1965-ben kiadott, Turisták zsebkönyve című könyv szerint a mecseki barlangok közül az egyik említésre méltó a Vízfő mögötti, három szifonnal elzárt jelenleg feltárás alatt álló barlang.
1975-től a barlang vizét ivóvízként hasznosította a Baranya megyei Vízmű Vállalat. Parrag Tibor 2003-ban megjelent írása szerint 1972-ben. A vizet Komló használta ivóvízként. Az ivóvíznyerés céljából kiépítésekor nagyon átalakították a barlangot. Új bejárat készült a régitől balra, a bejárattól a Zuhatagos-teremig betonozott járda épült, a barlang alját néhány helyen több méter vastagon kibetonozták, a második szifont egy táróval kerülték meg és a harmadik szifon elé duzzasztógátat építettek. A járatokba csöveket, villanyvezetékeket, világítótesteket és tolózárakat szereltek. 1975 után nem történt a vízkivétellel kapcsolatban jelentős átalakítás a barlangban. 1976-ban vált országos jelentőségű barlanggá a 4100-as (Mecsek, Villányi-hegység) barlangkataszteri területen lévő, orfűi Orfüi-Vizfő-barlang.
A Bertalan Károly és Schőnviszky László által összeállított, 1976-ban megjelent Magyar barlangtani bibliográfia barlangnévmutatójában meg van említve az Orfűi Vízfő-barlang két külön barlangként. Az egyik barlangnak Orfüi-Vizfő-forrás (Mecsek hegység) a neve. A barlangnévmutatóban fel van sorolva 3 irodalmi mű, amelyek foglalkoznak az Orfüi-Vizfő-forrással. A másik barlangnak Vizfő-barlang (Mecsek hegység, Orfű) a neve. A barlangnévmutatóban fel van sorolva 6 irodalmi mű, amelyek foglalkoznak a Vizfő-barlanggal. Az 1976-ban rendezett XXI. MKBT Vándorgyűlés egyik hivatalos programhelyszíne volt. Az 1976-ban összeállított, országos jelentőségű barlangok listájában lévő barlangnevek pontosítása után, 1977. május 30-án összeállított, országos jelentőségű barlangok listáján rajta van a Mecsek hegységben, Orfűn található barlang Orfüi-Vizfő-barlang néven.
Az 1977-ben megjelent, Lénárt László által összeállított kiadványban meg van említve, hogy a Marcel Loubens Barlangkutató Csoport valamikor bejárta. Az 1980. évi Karszt és Barlang 1. félévi számában publikálva lett, hogy a kiemelt jelentőségű Orfűi Vízfő-barlang a 4100-as barlangkataszteri területen (Villányi-hegység, Mecsek hegység, Zselic és környéke) helyezkedik el. A barlangnak 4120/3. a barlangkataszteri száma. Az MKBT Dokumentációs Bizottsága a helyszínen el fogja helyezni, a többi kiemelt jelentőségű barlanghoz hasonlóan, a barlang fémlapba ütött barlangkataszteri számát. A barlangkataszteri szám beütéséhez alapul szolgáló fémlap ugyanolyan lesz mint a többi kiemelt jelentőségű barlang fémlapja.
1982. július 1-től az Országos Környezet- és Természetvédelmi Hivatal elnökének 1/1982. (III. 15.) OKTH számú rendelkezése (1. §. és 3. §., illetve 5. sz. melléklet) értelmében a Mecsek hegységben lévő Orfüi Vízfő-barlang fokozottan védett barlang. Fokozottan védett barlang hidrológiai jelentősége miatt lett. Az 1982. szeptember–októberi MKBT Műsorfüzetben meg van említve, hogy a Mecsek hegységben található Orfüi Vizfő-barlang fokozottan védett barlang. A felsorolásban a barlangnevek az MKBT által jóváhagyott és használt helyesírás szerint, javított formában lettek közölve.
Az 1984-ben megjelent, Magyarország barlangjai című könyv szerint az 1960-as évek egyik jelentős hazai feltárása volt szifonjának 1960. évi átúszása. A kiadványban részletesen le van írva. A könyv országos barlanglistájában szerepel a Mecsek hegység barlangjai között a barlang Vízfő-barlang néven Orfűi Vízfőforrás barlangja és Orfűi-barlang névváltozatokkal. A listához kapcsolódóan látható a Mecsek hegység és a Villányi-hegység barlangjainak földrajzi elhelyezkedését bemutató 1:500 000-es méretarányú térképen a barlang földrajzi elhelyezkedése. Az 1986. évi Karszt és Barlangban megjelent bibliográfia regionális bibliográfia részében szerepel a barlang Orfűi Vízfő-forrásbarlangja néven. Az összeállítás szerint a Karszt és Barlangban publikált írások közül 3 foglalkozik a barlanggal.
Az 1989. évi Karszt és Barlangban lévő, Magyarország barlangjai című összeállításban szó van arról, hogy a Mecsek hegységben fekszik a Mánfai-kőlyuk és a 150 m hosszú Orfűi Vízfő-barlang. A két barlang forrásai vízgazdálkodási célra vannak hasznosítva. A publikációban lévő 1. ábrán (Magyarország térkép) be van mutatva az Orfűi Vízfő-barlang földrajzi elhelyezkedése. A folyóirat 1989. évi különszámában napvilágot látott ennek az utóbbi tanulmánynak az angol nyelvű változata (The caves of Hungary). Ebben a tanulmányban Vízfő Cave a barlang neve. 1997-től a Komló-Víz Kft. végezte a barlangból a vízkivételt. A barlang kiépített szakaszának 1998. áprilisi állapotát tükröző alaprajz térképvázlatot Keretes Erika és Parrag Tibor készítették. 1998. május 14-től a környezetvédelmi és területfejlesztési miniszter 13/1998. (V. 6.) KTM rendelete szerint a Duna–Dráva Nemzeti Park Igazgatóság illetékességi területén, a Mecsek hegységben található Orfűi Vízfő-forrás barlangja az igazgatóság engedélyével látogatható.

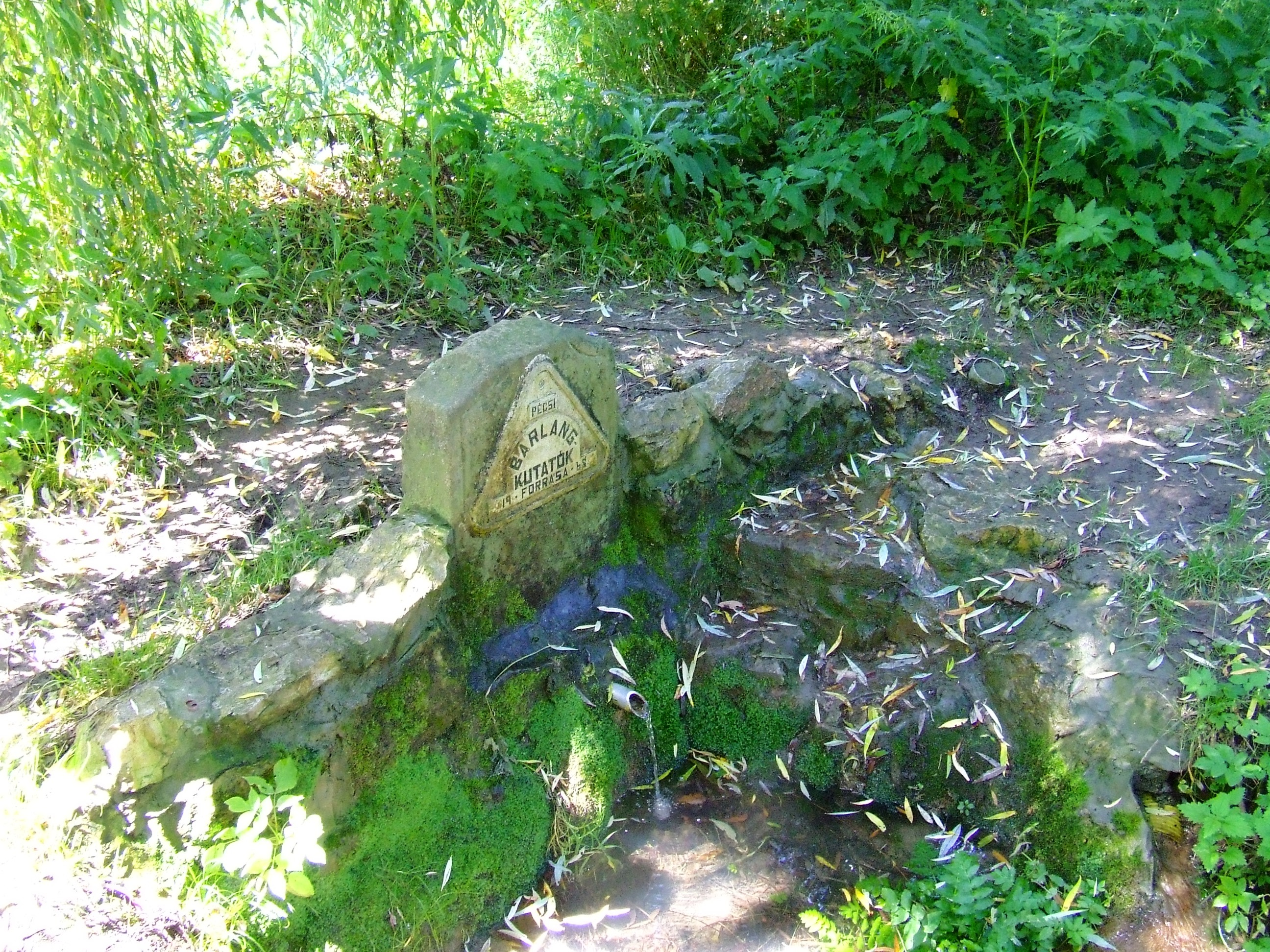
A barlang közelében található Barlangkutatók forrása

A barlang 2001-ben összeállított barlang nyilvántartólapján az Orfűi Vízfő-barlang dolomitban kialakult, 150 m hosszú, 44 m függőleges kiterjedésű, 21 m mély, 23 m magas és 80 m vízszintes kiterjedésű barlangnak van leírva. Ezek a méretadatok részben felmérésen és részben becslésen alapultak. 2001. május 17-től a környezetvédelmi miniszter 13/2001. (V. 9.) KöM rendeletének értelmében a Mecsek hegység területén lévő Orfűi Vízfő-barlang fokozottan védett barlang. Egyidejűleg a fokozottan védett barlangok körének megállapításáról szóló 1/1982. (III. 15.) OKTH rendelkezés hatályát veszti. A 2003-ban kiadott, Magyarország fokozottan védett barlangjai című könyvben az olvasható, hogy az Orfűi Vízfő-barlang 150 m hosszú, 44 m függőleges kiterjedésű, 23 m magas, 21 m mély, 80 m vízszintes kiterjedésű. A könyv szerint mészkőben és dolomitban alakult ki.
2003-ban a Duna–Dráva Nemzeti Park Igazgatóságának megbízásából, a Szegedi Karszt- és Barlangkutató Egyesület, valamint a Pizolit Barlangkutató Sportegyesület, Szabó Zoltán által vezetve mérték fel a barlangot, majd Szabó Zoltán a felmérés felhasználásával 2003 nyarán-őszén megrajzolta a barlang alaprajz térképét, 2 vetített hosszmetszet térképét, keresztszelvény térképeit, térhálós térképét és tájékoztató jellegű, alaprajz térképét. Ez utóbbi a kiépített rész munkatérképe, és ezen a mesterséges létesítmények is ábrázolva vannak. A térképek szerint a barlang 328,53 m hosszú, 27,04 m függőleges kiterjedésű, a végponti szifon mélysége nélkül 94 cm mély, 26,1 m magas, vízszintes kiterjedése 64 m és a kiépített rész 69,3 m hosszú. Ebben az évben Szőke Emília szerkesztette meg a környék domborzatát és a barlang kiterjedését bemutató térképet.
A 2005-ben megjelent, Magyar hegyisport és turista enciklopédia című kiadványban önálló szócikke van a barlangnak. A szócikk szerint az Orfűi Vízfő-barlang a Mecsek hegységben található és fokozottan védett természeti érték. Az Orfűi-völgy K-i peremén, 211 m tszf. magasságban van a bejárata. 5–6 m magas sziklafal tövében fakad a hegység legbővizűbb aktív karsztforrása, a Vízfő. Jelenleg 150 m ismert a forrás mögött húzódó, triász mészkőben keletkezett feltételezett nagy rendszerből. A továbbjutást 20 m-nél mélyebb szifon zárja el, ahol sokszor hajtottak végre sikertelen merülést. 1905-ből származik első írott említése, de csak 1952-ben kezdődött el feltáró kutatása, melyet Kessler Hubert vezetett. A kutatók 1960-ban jutottak el a cseppköves hasadék végpontjáig. A bejárati forrásszifon megkerülése miatt 6 m hosszú táró lett kialakítva 1959-ben. Vízgazdálkodási célra hasznosították a patak vizét 1972-től. Engedéllyel, vízben, a csapadékviszonyok függvényében járható a lezárt barlang. A pécsi barlangkutatók forrása Orfű határában, a Vízfő-forrás közelében helyezkedik el. Rónaki László szerint ez a forrás a Vízfő-forrás ősi megjelenésének idején annak egyik mellékforrása volt. Rónaki László szócikkében meg van említve, hogy Rónaki László egyik legjelentősebb eredményei a Vízfő-forrás 3. számú, 20 m mély szifonjában történt barlangi búvár merülések.
2005. szeptember 1-től a környezetvédelmi és vízügyi miniszter 22/2005. (VIII. 31.) KvVM rendelete szerint a Duna–Dráva Nemzeti Park Igazgatóság működési területén, a Mecsek hegységben található Orfűi Vízfő-barlang a felügyelőség engedélyével látogatható. 2005. szeptember 1-től a környezetvédelmi és vízügyi miniszter 23/2005. (VIII. 31.) KvVM rendelete szerint a Mecsek hegységben lévő Orfűi Vízfő-barlang fokozottan védett barlang. 2007. március 8-tól a környezetvédelmi és vízügyi miniszter 3/2007. (I. 22.) KvVM rendelete szerint a Duna–Dráva Nemzeti Park Igazgatóság működési területén lévő Mecsek hegységben elhelyezkedő Orfűi Vízfő-barlang az igazgatóság engedélyével tekinthető meg.
2012-ben a már nem használt szerelvényeket és műtárgyakat eltávolították a barlangból, valamint új, a denevérvédelmi szempontokat is figyelembe vevő ajtóval lett lezárva, korszerű járófelületeket alakítottak ki benne, ki lett tisztítva bejárati szifonja és bejáratának környezetét esztétikusan rendezték. A 2013-ban publikált és Varga Gábor által írt tanulmányban a Baranya megyében lévő Orfűn elhelyezkedő és 22772 lelőhely-azonosítójú Őrfűi Vízfő-barlang a tévesen barlangként nyilvántartott régészeti lelőhelyek közé van sorolva. 2013. július 19-től a vidékfejlesztési miniszter 58/2013. (VII. 11.) VM rendelete szerint az Orfűi Vízfő-barlang (Mecsek hegység, Duna–Dráva Nemzeti Park Igazgatóság működési területe) az igazgatóság hozzájárulásával látogatható.
2015. november 3-tól a földművelésügyi miniszter 66/2015. (X. 26.) FM rendelete szerint az Orfűi Vízfő-barlang (Mecsek hegység) fokozottan védett barlang. 2016-ban Csépe Zoltán vezetésével a Szegedi Karszt- és Barlangkutató Egyesület tagjai mérték fel a Cseppkőerdőn túli részt és ebben az évben, a 2003-as barlangtérkép felhasználásával Csépe Zoltán rajzolt egy alaprajzi barlangtérképet keresztszelvényekkel a Cseppkőerdőn túli rész feltüntetésével, valamint egy alaprajzi munkatérképet a kiépített részről, amelyen a mesterséges létesítmények elhelyezkedése és a Cseppkőerdőn túli rész is ábrázolva van. A barlang 2016-ban készült térképei szerint a barlang hossza 371 m, függőleges kiterjedése 27,04 m, mélysége 0,94 m, magassága 26,1 m, vízszintes kiterjedése 64 m és kiépített része 69,3 m hosszú. 2021. május 10-től az agrárminiszter 17/2021. (IV. 9.) AM rendelete szerint az Orfűi Vízfő-barlang (Mecsek hegység, Duna–Dráva Nemzeti Park Igazgatóság működési területe) az igazgatóság engedélyével látogatható. A 13/1998. (V. 6.) KTM rendelet egyidejűleg hatályát veszti.

## További irodalom
- Baronek Jenő: A Mecsek természetjáró kalauza. Pécs, 1995.
- Básta Rezső – Chambre Attila – Miller Tibor: Békaemberek. Sport, Budapest, 1962. 169–173. old.
- Bíró László – Bokodi József: Turisták zsebkönyve. Budapest, Sport, 1965. (A Magyarország megtekintésre ajánlható barlangjai című részt Kessler Hubert írta.)
- Karádi Károly – Oppe Sándor szerk.: Mecsek és környéke útikalauz. Budapest, 1979.
- Kessler Hubert: A barlangok hasznosítása. Idegenforgalom, 1974. 3. sz. 16–17. old.
- Rónaki László: A barlangkutatás az idegenforgalom szolgálatában. Idegenforgalom, 1963. (2. évf.) 6. sz. 14. old.
- Rónaki László: Az orfűi Vízfő-forrás vízgyűjtő területének vízföldtani viszonyai. Pécsi Műszaki Szemle, 1967. (12. évf.) 1. sz. 3–11. old.
- Rónaki László: Az orfűi Vízfő forrás-barlang feltárásának lehetőségei. Kézirat, 1970. 44 old.
- Rónaki László – Vass Béla: Az orfűi Vízfő-forrás és a tavak vízgyűjtő területének ismertetése. Kézirat, munkabizottsági jelentés, Magyar Hidrológiai Társaság Pécsi Csoportja, 1971. szeptember.
- Rónaki László: Újabb barlangok feltárására van lehetőség Abaliget közelében. Idegenforgalom, 1971. (10. évf.) február. (2. sz.) 22. old.
- Szabó Pál Zoltán: Sárkánykút. Egy kutatómunka margójára... Mecsek Egyesület évkönyve az 50. egyesületi [1940.] évről, Pécs, 1941. 24–28. old.
- Vass Béla: A Nyugati-Mecsek barlangjai. Természettudományi Közlöny, 1964. (8. (95.) évf.) 1. sz. 16–19. old.
- Venkovits István: Orfű környékének (Mecsek-hegység) vízföldtani viszonyai. A Magyar Állami Földtani Intézet Évi Jelentése az 1952. évről. 201. old.
- –: A Mecsek Egyesület köréből. Dunántúl, 1943. december 4., Dunántúl, 1943. december 31.
- –: Az abaligetiek szállodát terveznek a híres barlang mellé. Dunántúl, 1944. augusztus 30.
- –: Fehértorkú denevér a Mecseken. Új Dunántúli Napló, 1992. augusztus 31.